# 第聂伯罗彼得罗夫斯克州州长
第聂伯罗彼得罗夫斯克州州长是第聂伯罗彼得罗夫斯克州国家管理局的最高长官，也是第聂伯罗彼得罗夫斯克州的行政首脑。
州长办公室是一个由总统任命产生的职位，由乌克兰总统根据乌克兰总理推荐任命官员，任期四年。
州长的官邸位于第聂伯罗。现任州长是谢尔盖·雷萨克，于2023年2月7日就任。

## 州长

### 总统代表
- 帕夫洛·拉扎连科（1992-1994）

### 行政首长
- 帕夫洛·拉扎连科（1995）
- Mykola Derkach （1995-1997） [a]
- 维克托·扎巴拉（Viktor Zabara）（1997-1998）
- Oleksandr Migdeyev （1998-1999）
- Mykola Shvets （1999-2003）
- Volodymyr Yatsuba （2003-2004）
- Volodymyr Meleshchyk （2004-2005）（代理）
- 谢尔盖·卡西亚诺夫（2005）
- 伊万·霍诺库（2005）（代理）
- 尤里·叶哈努罗夫（2005）
- 纳季娅·杰耶娃（Nadiia Deyeva）（2005-2007年） [b]
- 维克多·邦达尔（Viktor Bondar）（2007-2010） [c]
- 西蒙·克罗尔（2010）（代理）
- 维克托·谢尔盖耶夫（Viktor Sergeyev）（2010）（代理）
- 亚历山大·维尔库尔 （2010-2012）
- 德米特里·科列斯尼科夫（Dmytro Kolesnikov） （2012-2014）
- 伊戈尔·科洛莫伊斯基（2014-2015）
- 瓦连京·列兹尼琴科（2015-2019）
- Dmytro Batura （2019）（代理）
- 亚历山大·邦达连科 （2019-2020） [2]
- 瓦连京·列兹尼琴科（2020-2023） [3]
- 弗拉基米尔·奥尔洛夫（烏克蘭語：Орлов Володимир Володимирович）（2023）（代理）
- 谢尔盖·雷萨克（2023年2月7日-）

## 标注
1. ↑  Acting to August 8, 1996
2. ↑  Acting to November 11, 2005
3. ↑  Acting to December 10, 2007

### 资料来源
- （页面存档备份，存于） World Statesmen.org